# Karasul'
Il Karasul' (in russo Карасуль?) è un fiume della Russia, tributario di sinistra dell'Išim. Scorre nel territorio dell'oblast' di Tjumen'.
Il fiume nasce in una zona paludosa ad un'altitudine di oltre 114 m; la direzione iniziale è meridionale poi scorre verso sud-est. Nel basso corso attraversa la città di Išim prima di sfociare nell'omonimo fiume a est della città. Ha una lunghezza di 128 km, l'area del bacino è di 2 660 km². Il bacino del fiume si trova nella zona della steppa forestale del bassopiano della Siberia occidentale.